# Clameur de haro

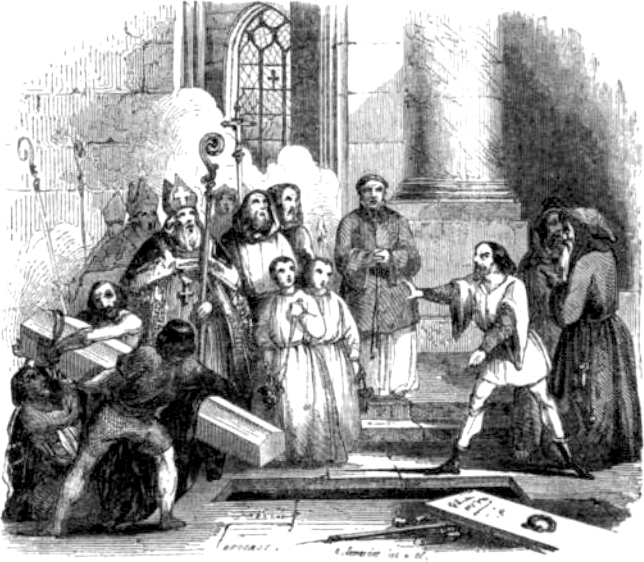
Il Clameur di Asselin alla cerimonia funebre di Guglielmo il Conquistatore, in una chiesa che era stata costruita su un terreno ottenuto illegalmente: «Il terreno su cui si sta in piedi, era la sede della dimora di mio padre. Quest'uomo, per il quale si chiedono le nostre preghiere, lo ha preso con la forza da mio padre; con la violenza lo ha preso, con la violenza lo ha conservato; e, contrariamente a tutte le leggi e alla giustizia, ha costruito su di essa la chiesa, dove siamo riuniti. Pubblicamente, quindi, agli occhi di Dio e dell'uomo, chiedo di ottenere la mia eredità, e protesto contro il corpo del predone coperto con il mio manto».

Il Clameur de Haro, (pronuncia francese klamœʁ də aʁo), è un antico provvedimento ingiuntivo di obbligo richiesto da una persona che si ritenga lesa da terzi, in quel momento. Esso sopravvive ad oggi come una legge applicabile nei sistemi giuridici di Jersey e Guernsey, ed è utilizzato, anche se raramente, per questioni riguardanti terreni.

## Storia
Chiamato quiritatio Normanorum dal giurista Dumoulin e basato sul Diritto normanno, si è spesso pensato essere un appello per la giustizia a Rollone, il fondatore nel X secolo del ducato di Normandia, interpretato come una contrazione di "Ha-Rollo". L'opinione che si tratti di un appello a Rollone ora si crede non sia corretta. 'Harrow' (strazio, tormento) che significa 'dare la caccia' era comunemente usato in Inghilterra e Francia nel medioevo come un grido agli altri di abbandonare quello che stavano facendo e contribuire all'arresto di un uomo malvagio. Sopravvive nel gergo di caccia inglese come 'Halloo' e forse nella parola 'harrier' (falco, predatore) come un nome di chi sta correndo.
Il "clameur" di Asselin interrompe la cerimonia funebre di Guglielmo il Conquistatore per dare tempo ai vescovi e ai signori presenti di indagare, per poi riconoscere la validità del reclamo di Asselin, al quale è stato pagato l'importo richiesto per il pezzo di terra.

Allo stesso modo, quando nel 1417, durante la Guerra dei Cent'anni, Enrico V d'Inghilterra assediò Rouen, un sacerdote è stato incaricato di rivolgergli questa implorazione: 
 Enrico V non annullerà il "clameur" e, dopo un assedio di sei mesi, si rese signore della città per la pacificazione, il che mostra l'uso fatto del "clameur" nel tempo.
Quando la Normandia è stata riunita alla corona di Francia, il parlamento della Normandia aveva chiesto che il Clameur de Haro fosse mantenuto con tutti i suoi effetti giuridici. Da allora, i re di Francia aggiunsero in tutte le loro ordinanze, editti, dichiarazioni e lettere patenti, la clausola, nonostante charta normanna e clameur de haro, il che dimostra che questo clameur sembrava avere sufficiente autorità per essere un ostacolo all'esecuzione delle nuove leggi, salvo deroga espressa. Questo uso cessa soltanto con la Rivoluzione, con la soppressione in Francia del diritto consuetudinario di Normandia.

## Procedura
La procedura viene eseguita prima in ginocchio con la presenza di almeno due testimoni, alla presenza del malfattore, e nel luogo del reato. Il "Criant" (l'implorante) con la mano in aria deve chiamare fuori —
(Ascoltatemi! Ascoltatemi! Ascoltatemi! Venite in mio aiuto, mio Principe, perché qualcuno mi fa del male.)»
In seguito, il "Criant" deve recitare il Padre Nostro in francese.
Sentendo questo, il presunto malfattore deve cessare la propria attività finché la questione non è giudicata in tribunale. La mancata cessazione porterà all'imposizione di una sanzione, sia se era nel giusto oppure no. Se si riscontra che il "criant" ha chiamato "Haro" senza un motivo valido, a sua volta deve pagare una penale.
Il Clameur di Guernsey richiede che debba essere pronunciata una benedizione dopo il Padre Nostro:
la dilection de Dieu et la sanctification de Saint Esprit

soit avec nous tous éternellement.  Amen.»
Inoltre, la doglianza deve essere formulata per iscritto e depositata presso il Cancelliere entro 24 ore.